# Esgrima als Jocs Olímpics d'estiu de 2020
L'esgrima fou un dels esports que es disputaren als Jocs Olímpics d'Estiu de 2020, realitzats a la ciutat de Tòquio, Japó. Es disputaren dotze proves d'esgrima, sent la primera vegada que es disputen totes les proves individuals i per equips en les tres armes, espasa, floret i sabre, tant en homes com en dones.
Programats inicialment del 25 de juliol al 2 d'agost de 2020, els Jocs es van ajornar per la pandèmia de COVID-19 i es van reprogramar del 24 de juliol fins a l'1 d'agost de 2021.

## Participants
264 atletes de 42 països prenen part en les proves d'esgrima dels Jocs Olímpics del 2020.
- Alemanya (9)
- Algèria (4)
- Argentina (1)
- Azerbaidjan (1)
- Brasil (2)
- Canadà (11)
- Colòmbia (1)
- Corea del Sud (18)
- Egipte (14)
- Espanya (3)
- Estats Units (24)
- Estònia (4)
- França (18)
- Geòrgia (1)
- Grècia (1)
- Hong Kong (8)
- Hongria (13)
- Índia (1)
- Iran (4)
- Itàlia (24)
- Japó (21)
- Kazakhstan (1)
- Kirguizstan (1)
- Marroc (1)
- Mèxic (1)
- Països Baixos (1)
- Perú (1)
- Polònia (5)
- Regne Unit (1)
- R.P. de la Xina (15)
- ROC (24)
- Romania (2)
- Senegal (1)
- Singapur  (2)
- Suïssa (4)
- Tunísia (8)
- Turquia (1)
- Txèquia (2)
- Ucraïna (6)
- Uzbekistan (3)
- Veneçuela (2)
- Xile (1)

## Programa
| P | Preliminars | QF | Quarts de final | SF | Semifinals | F | Finals | M | Matí | T | Tarda |

| Data                        | 24 juliol | 24 juliol | 24 juliol | 24 juliol | 25 juliol | 25 juliol | 25 juliol | 25 juliol | 26 juliol | 26 juliol | 26 juliol | 26 juliol | 27 juliol | 27 juliol | 27 juliol | 27 juliol | 28 juliol | 28 juliol | 28 juliol | 28 juliol | 29 juliol | 29 juliol | 29 juliol | 29 juliol | 30 juliol | 30 juliol | 30 juliol | 30 juliol | 31 juliol | 31 juliol | 31 juliol | 31 juliol | 1 agost | 1 agost | 1 agost | 1 agost |
| Prova                       | M         | M         | T         | T         | M         | M         | T         | T         | M         | M         | M         | M         | M         | M         | T         | T         | M         | M         | T         | T         | M         | M         | T         | T         | M         | M         | T         | T         | M         | M         | T         | T         | M       | M       | M       | M       |
| --------------------------- | --------- | --------- | --------- | --------- | --------- | --------- | --------- | --------- | --------- | --------- | --------- | --------- | --------- | --------- | --------- | --------- | --------- | --------- | --------- | --------- | --------- | --------- | --------- | --------- | --------- | --------- | --------- | --------- | --------- | --------- | --------- | --------- | ------- | ------- | ------- | ------- |
| Espasa individual masculina |           |           |           |           | P         | QF        | SF        | F         |           |           |           |           |           |           |           |           |           |           |           |           |           |           |           |           |           |           |           |           |           |           |           |           |         |         |         |         |
| Espasa per equips masculina |           |           |           |           |           |           |           |           |           |           |           |           |           |           |           |           |           |           |           |           |           |           |           |           | P         | QF        | SF        | F         |           |           |           |           |         |         |         |         |
| Floret individual masculí   |           |           |           |           |           |           |           |           | P         | QF        | SF        | F         |           |           |           |           |           |           |           |           |           |           |           |           |           |           |           |           |           |           |           |           |         |         |         |         |
| Floret per equips masculí   |           |           |           |           |           |           |           |           |           |           |           |           |           |           |           |           |           |           |           |           |           |           |           |           |           |           |           |           |           |           |           |           | P       | QF      | SF      | F       |
| Sabre individual masculí    | P         | QF        | SF        | F         |           |           |           |           |           |           |           |           |           |           |           |           |           |           |           |           |           |           |           |           |           |           |           |           |           |           |           |           |         |         |         |         |
| Sabre per equips masculí    |           |           |           |           |           |           |           |           |           |           |           |           |           |           |           |           | P         | QF        | SF        | F         |           |           |           |           |           |           |           |           |           |           |           |           |         |         |         |         |
| Espasa individual femenina  | P         | QF        | SF        | F         |           |           |           |           |           |           |           |           |           |           |           |           |           |           |           |           |           |           |           |           |           |           |           |           |           |           |           |           |         |         |         |         |
| Espasa per equips femenina  |           |           |           |           |           |           |           |           |           |           |           |           | P         | QF        | SF        | F         |           |           |           |           |           |           |           |           |           |           |           |           |           |           |           |           |         |         |         |         |
| Floret individual femení    |           |           |           |           | P         | QF        | SF        | F         |           |           |           |           |           |           |           |           |           |           |           |           |           |           |           |           |           |           |           |           |           |           |           |           |         |         |         |         |
| Floret per equips femení    |           |           |           |           |           |           |           |           |           |           |           |           |           |           |           |           |           |           |           |           | P         | QF        | SF        | F         |           |           |           |           |           |           |           |           |         |         |         |         |
| Sabre individual femení     |           |           |           |           |           |           |           |           | P         | QF        | SF        | F         |           |           |           |           |           |           |           |           |           |           |           |           |           |           |           |           |           |           |           |           |         |         |         |         |
| Sabre per equips femení     |           |           |           |           |           |           |           |           |           |           |           |           |           |           |           |           |           |           |           |           |           |           |           |           |           |           |           |           | P         | QF        | SF        | F         |         |         |         |         |

Fonts: Olympian Database, Olympics.com

## Resum medalles

### Categoria masculina
| Prova                     | Or                                                                    | Plata                                                                | Bronze                                                                        |
| Espasa individual detalls | Romain Cannone (FRA)                                                  | Gergely Siklósi (HUN)                                                | Ihor Reizlin (UKR)                                                            |
| Espasa per equips detalls | JapóKoki Kano · Kazuyasu Minobe · Masaru Yamada · Satoru Uyama        | ROC Sergey Bida Sergey Khodos Pavel Sukhov Nikita Glazkov            | Corea del SudPark Sang-young · Ma Se-geon · Song Jae-ho · Kweon Young-jun     |
|                           |                                                                       |                                                                      |                                                                               |
| Floret individual detalls | Cheung Ka-long (HKG)                                                  | Daniele Garozzo (ITA)                                                | Alexander Choupenitch (CZE)                                                   |
| Floret per equips detalls | FrançaEnzo Lefort · Erwann Le Péchoux · Julien Mertine · Maxime Pauty | ROCAnton Borodachev Kirill Borodachev Vladislav Mylnikov Timur Safin | Estats UnitsRace Imboden · Nick Itkin · Alexander Massialas · Gerek Meinhardt |
|                           |                                                                       |                                                                      |                                                                               |
| Sabre individual detalls  | Áron Szilágyi (HUN)                                                   | Luigi Samele (ITA)                                                   | Kim Jung-hwan (KOR)                                                           |
| Sabre per equips detalls  | Corea del SudOh Sang-uk · Kim Jun-ho · Kim Jung-hwan · Gu Bon-gil     | ItàliaLuca Curatoli · Luigi Samele · Enrico Berrè · Aldo Montano     | HongriaÁron Szilágyi · András Szatmári · Tamás Decsi · Csanád Gémesi          |

Font:

### Categoria femenina
| Prova                     | Or                                                                            | Plata                                                                 | Bronze                                                                       |
| Espasa individual detalls | Sun Yiwen (CHN)                                                               | Ana Maria Popescu (ROM)                                               | Katrina Lehis (EST)                                                          |
| Espasa per equips detalls | EstòniaJulia Beljajeva · Irina Embrich · Erika Kirpu · Katrina Lehis          | Corea del SudChoi In-jeong · Kang Young-mi · Lee Hye-in · Song Se-ra  | ItàliaRossella Fiamingo · Federica Isola · Mara Navarria · Alberta Santuccio |
|                           |                                                                               |                                                                       |                                                                              |
| Floret individual detalls | Lee Kiefer (USA)                                                              | Inna Deriglazova (ROC)                                                | Larisa Korobeynikova (ROC)                                                   |
| Floret per equips detalls | ROCInna Deriglazova Larisa Korobeynikova Marta Martyanova Adelina Zagidullina | FrançaAnita Blaze · Astrid Guyart · Pauline Ranvier · Ysaora Thibus   | ItàliaMartina Batini · Erica Cipressa · Arianna Errigo · Alice Volpi         |
|                           |                                                                               |                                                                       |                                                                              |
| Sabre individual detalls  | Sofia Pozdniakova (ROC)                                                       | [[Sofya Velikaya]] (ROC)                                              | Manon Brunet (FRA)                                                           |
| Sabre per equips detalls  | ROCOlga Nikitina Sofia Pozdniakova Sofya Velikaya                             | FrançaSara Balzer · Cécilia Berder · Manon Brunet · Charlotte Lembach | Corea del SudKim Ji-yeon · Yoon Ji-su · Seo Ji-yeon · Choi Soo-yeon          |

## Medaller
| Posició | País               | Or | Plata | Bronze | Total |
| 1       | Comitè Olímpic Rus | 3  | 4     | 1      | 8     |
| 2       | França             | 2  | 2     | 1      | 5     |
| 3       | Corea del Sud      | 1  | 1     | 3      | 5     |
| 4       | Hongria            | 1  | 1     | 1      | 3     |
| 5       | Estònia            | 1  | 0     | 1      | 2     |
| 5       | Estats Units       | 1  | 0     | 1      | 2     |
| 7       | R.P. de la Xina    | 1  | 0     | 0      | 1     |
| 7       | Hong Kong          | 1  | 0     | 0      | 1     |
| 7       | Japó               | 1  | 0     | 0      | 1     |
| 10      | Itàlia             | 0  | 3     | 2      | 5     |
| 11      | Romania            | 0  | 1     | 0      | 1     |
| 12      | Txèquia            | 0  | 0     | 1      | 1     |
| 12      | Ucraïna            | 0  | 0     | 1      | 1     |
| Total   | Total              | 12 | 12    | 12     | 36    |

Font: